# Europejska Nagroda Muzyczna MTV dla najlepszego ukraińskiego wykonawcy
Europejska Nagroda Muzyczna MTV dla najlepszego ukraińskiego wykonawcy – nagroda przyznawana przez ukraińską redakcję MTV podczas corocznego rozdania MTV Europe Music Awards. Nagrodę dla najlepszego ukraińskiego wykonawcy po raz pierwszy przyznano w 2007 roku. O zwycięstwie decydują widzowie za pomocą głosowania internetowego i telefonicznego (SMS-owego).

## Ukraińscy laureaci i nominowani do nagrody MTV
| Rok  | Laureat       | Nominowani                                                 |
| ---- | ------------- | ---------------------------------------------------------- |
| 2007 | Lama          | - Esthetic Education - Gaitana - Okean Elzy - VV           |
| 2008 | Quest Pistols | - Boombox - Druha Rika - Esthetic Education - S.K.A.I.     |
| 2009 | Green Grey    | - Antytila - Druha Rika - Kamon!!! - Lama                  |
| 2010 | Maks Barskich | - Alosza - Antibodies - Dio.filmy - Kryhitka               |
| 2011 | Sirena        | - Jamala - Iwan Dorn - Kazaky - Maks Barskich              |
| 2012 | Alloise       | - Champagne Morning - Dio.Filmi - Iwan Dorn - The Hardkiss |